# Dinosapien
Dinosapien er en Engelsk/Canadisk tv-serie for børn, produceret af BBC Worldwide og Cambium Catalyst International with SEVEN24 Films.
Programmet fokuserer på. hvad der ville ske, hvis dinosaurerne stadig eksisterede og udviklede sig til at være intelligente væsener. Den foregår i Dinosaur Adventure Camp, en dinosaur-tema sommerlejr i Canada, hvor Dr. Hillary Slayton bor med sin teenagedatter, Lauren. Dr Slaytons mand Alan forsvandt på mystisk vis på en fossilekspedition i Vildmarken og hendes datter har svært ved at acceptere sin fars forsvinden. Alligevel er hun det første menneske, der stifter bekendtskab med dinosaurerne. 
Der er lavet 15 episoder, på hver 22 minutter. Serien er filmet i Bragg Creek, Alberta og havde dansk premiere den 24. december 2008 på TV 2.

## Danske Stemmer
- Cecilie Stenspil
- Julie Lund
- Casper Crump
- Mads Hjulmand